# I Couldn’t Become a Hero, So I Reluctantly Decided to Get a Job.
Yuusha ni Narenakatta Ore wa Shibushibu Shuushoku wo Ketsui Shimashita. (яп. 勇者になれなかった俺はしぶしぶ就職を決意しました。 Ю:ся ни Нарэнакатта Орэ ва Сибусибу Сю:сёку о Кэцуй Симасита., «Раз героем мне не стать — самое время работу искать.») или сокращённо Yu-sibu. (яп. 勇しぶ。 Ю:-сибу.) — японская серия ранобэ, написанных Дзюном Сакё и иллюстрированных Масаки Инудзуми. Данной серии было присуждено золото на 23 фестивале Fantasia Awards. Аниме-адаптация, созданная студией Asread, транслировалась с 4 октября по 20 декабря 2013 года. 9 марта 2014 года вышла серия в формате OVA, которая прилагалась к девятому тому ранобэ.

## Сюжет
Сюжет разворачивается вокруг молодого парня, которого зовут Рауль Чейзер, мечтавшего стать героем вместе со своей командой, но этому помешал распад демонической империи, из-за чего геройская программа была прекращена, а в героях и сражениях больше не нуждались. Мечта Рауля так и не осуществилась, поэтому он был вынужден искать новую работу. В конце концов Рауль устраивается на работу в небольшом магическом магазинчике Леоне. С тех пор жизнь Рауля была скучной, он всё время был занят работой, но в один прекрасный день он узнаёт, что заявку на работу в этом магазине подаёт сам ребёнок демонического лорда! Резюме его было очень странным: в графе предыдущего рода занятий было написано «наследница рода демонов», а в графе причины поступления было указано «потому что мой отец был повержен». Рауль узнаёт, что демонический ребёнок выглядит как обычная девушка, которая отныне будет работать в их магазине.

## Персонажи
Рауль Чейзер (яп. ラウル・チェイサー Рауру Тейса:, Raul Chaser)
Сэйю: Кэйсукэ Комото
Фино Бладстоун (яп. フィノ・ブラッドストーン Фино Бураддосуто:н, Fino Bloodstone)
Сэйю: Адзуса Тодокоро
Айри Алтинейт (яп. アイリ・オルティネート Айри Орутинэ:то, Airi Altinate)
Сэйю: Канаэ Ивасаки
Сеара Август (яп. セアラ・オーガスト Сэара О:гасуто, Seara August)
Сэйю: Майна Симагата
Вайзер Кроссроуд (яп. バイザー・クロスロード Байдза Куросуро:до, Visor Crossroad)
Сэйю: Ёсихиса Кавахара
Нова Люминос (яп. ノヴァ・ルミナス Нова Руминасу, Nova Luminous)
Сэйю: Мадока Сова
Лоа Бериферал (яп. ロア・ベリフェラル Роа Бериферару, Lore Beriferal)
Сэйю: Куми Такараги
Эльза Круциал (яп. エルザ・クルーシアル Эрудза Куру:сиару, Elza Crucial)
Сэйю: Эми Нитта
Ламдимия де Аксимемор (яп. ラムディミア・ド・アクセィメモール Рамудимиа до Акусимэмо:ру, Ramdimia Do Aximemor)
Сэйю: Нацуми Ямада

## Музыка
Композиторы — Масару Ёкояма и Хироаки Цуцуми. Открывающую композицию под названием «Extra Revolution» исполняют ZAQ, закрывающую композицию, название которой «Sticking Places», исполняют Sphere.